# El burgués gentilhombre

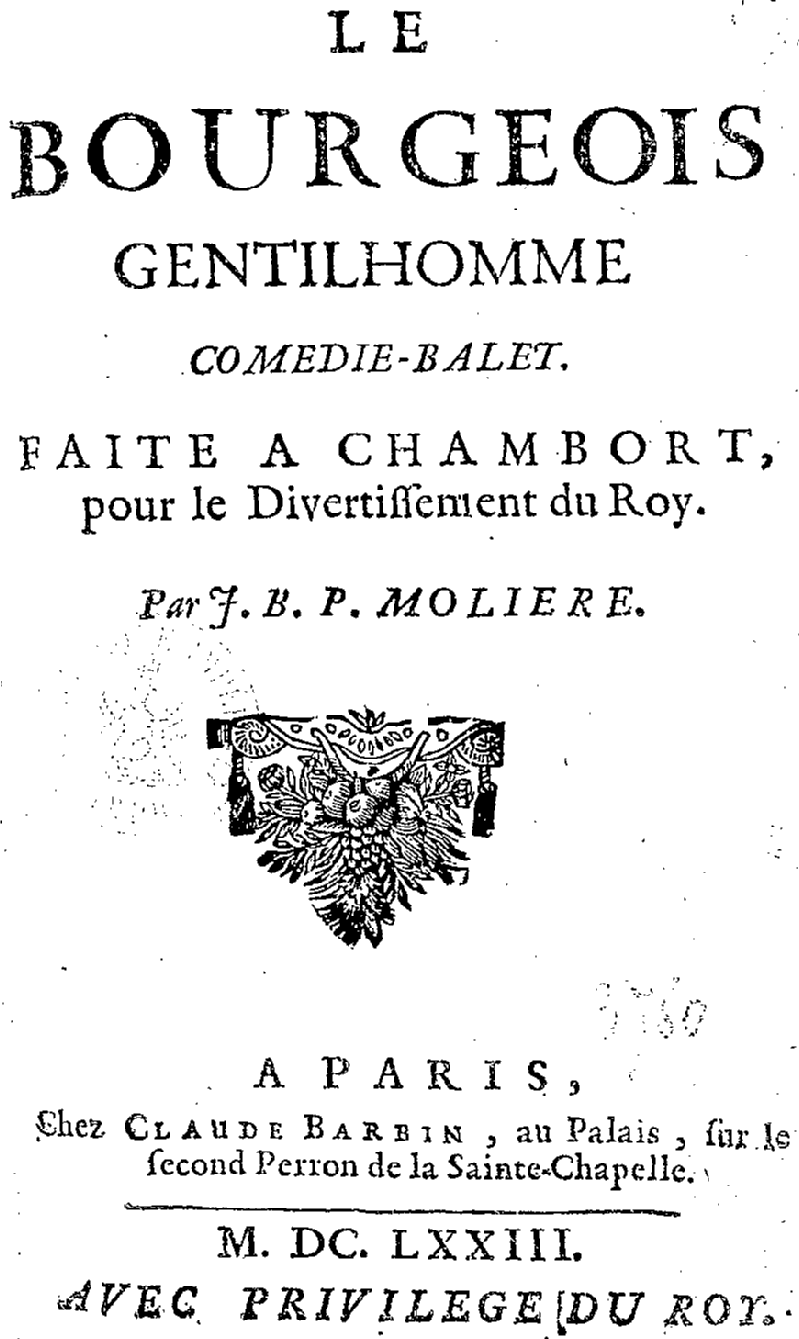
Portada de una edición de 1673.

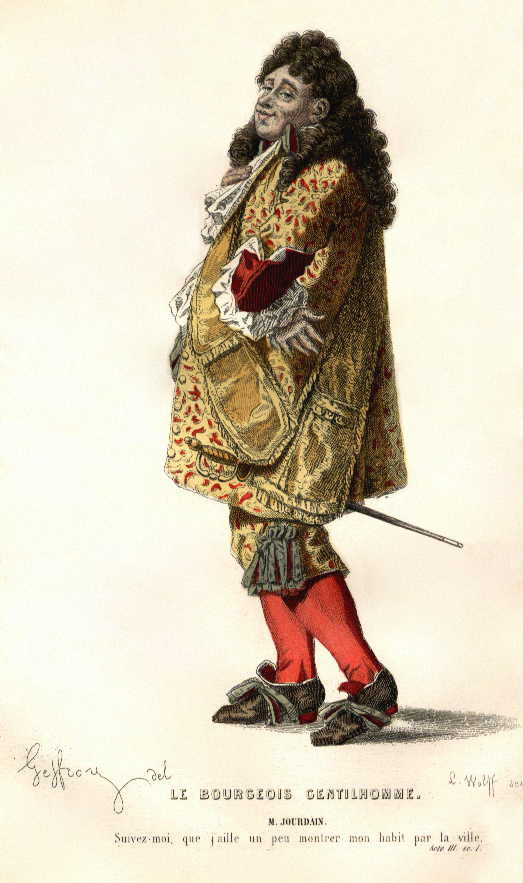
Monsieur Jourdain.

El burgués gentilhombre (Le Bourgeois gentilhomme) es una comedia-ballet de Molière en cinco actos y en prosa, estrenada por la compañía de Molière el 14 de octubre de 1670 en la corte de Luis XIV en el castillo de Chambord. La música es de Jean-Baptiste Lully; la coreografía, de Pierre Beauchamp; y los decorados, de Carlo Vigarani.

## Argumento
Monsieur Jourdain es un hombre de 40 años, bastante ridículo debido a su algidez e ingenuidad. Su padre se había enriquecido con su oficio de zapatero, de modo que le pudo dar la condición de burgués. Este pretende adquirir los modales de los aristócratas que frecuentan la corte, para así llegar él a ser un hombre distinguido, noble y de alto rango como sus ídolos. Invita a gente distinguida, dioses para él, a cenar en su casa, dándoles grandes banquetes y favores con la esperanza de que le den a cambio algún reconocimiento, lo cual sería un inmenso honor para él. También se dedica a aprender todo aquello que le parece indispensable: el manejo de las armas, el baile, la música, la filosofía, etc.; pero sin interesarle de veras, sino únicamente para imitar lo mejor posible a un elegante y distinguido noble. Debido a esto, sus maestros hablan desdeñosamente de este «nuevo e ignorante burgués que no aprecia el arte», pero que al menos entrega una generosa remuneración.

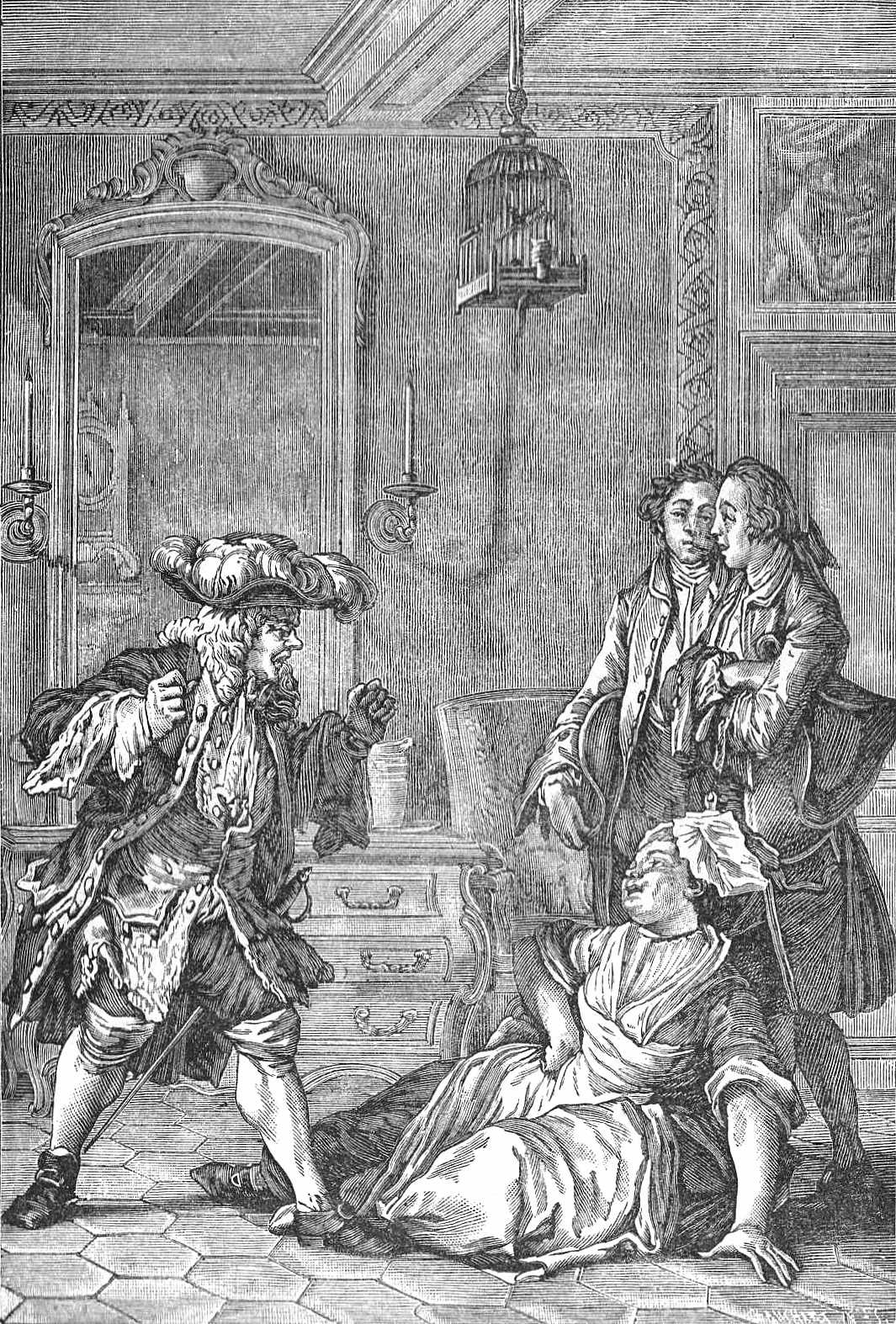
Monsieur Jourdain y Nicolasa. Grabado de Jean-Michel Moreau.

Madame Jourdain y su sirvienta Nicole, por otro lado, saben que no se pueden adquirir los conocimientos necesarios para actuar como noble de la noche a la mañana, y reprochan constantemente a Monsieur Jourdain sus deseos y todas las parafernalias que realiza sólo para sentirse parte de los hombres distinguidos y jactarse por ello en cuanto se da la ocasión. 
Monsieur Jourdain entabla relaciones con el conde Dorante, un noble arruinado, que se aprovecha de las mismas para conseguir dinero, estafándolo constantemente al pedirle millonarias sumas, a las cuales M. Jourdain accede ciegamente, dado que cree en la palabra de su «amigo», quien, a cambio, «habla sobre él en presencia del rey y sus cortesanos». 
M. Jourdain sueña con volverse a casar, puesto que se ha enamorado de una marquesa llamada Dorimena (que no tiene idea de que este existe), y para darle a conocer su amor le envía carísimos agasajos a través de Dorante, dado que la conoce. El traidor de Dorante, aprovechándose de la situación, le hace creer a Dorimena que son de parte suya, de tal modo que Dorimena acaba enamorándose de él. Tanto es así, que deciden casarse a la mayor brevedad. La infidelidad transcurre a espaldas de M. Jourdain, quien cree estar consiguiendo su añorado sueño y engañando a su mujer. 
Madame Jourdain, por su cuenta, ya harta e indiferente a las locuras de su marido, planea casar a su hija Lucila con un buen y gentilhombre que de verdad la ame, seleccionando, por ser de su agrado y el predilecto por su hija, a Cleonte. Este, tomando con mucho agrado la petición de Mme. Jourdain, pide la mano de Lucila a M. Jourdain. Sin embargo, este sólo quiere a un noble por yerno. 
Trascurrido este hecho, la enamorada Lucila se niega a casarse con ningún otro hombre que no sea su amado Cleonte. No obstante, cuando el asunto parecía haber terminado ahí, Covielle, el lacayo del abatido y resignado Cleonte, tras haber observado y analizado la domable personalidad de M. Jourdain, tiene la brillante idea de seguirle el cuento a este sobre su supuesta condición de noble, representando una simple y predecible farsa, pero lo suficientemente creíble como para persuadir al ignorante burgués. Para conseguir su propósito, el criado consigue disfraces y actores y se hace pasar por un gran viajero, que había tenido el honor de haber conocido, se trataba de un viejo amigo de su padre, un «gran caballero perteneciente a la nobleza», con lo que interesó de sobremanera al ingenuo burgués. El Gran Turco, un monarca, se encontraba en esa zona. Él lo había ido a visitar y se encontró con la noticia de que el hijo del Gran Turco (Cleonte) había visto a la hija de M. Jourdain, Lucila, enamorándose de ella a primera vista y pidiendo desesperadamente casarse con ella, por lo que Covielle cumplía la función de intérprete que venía para preparar la «real ceremonia». Pero antes M. Jourdain debía someterse a una ceremonia turca para su integración a la religión musulmana, que será realizada por un Muftí, y con esto darle mayor credibilidad a la farsa al mismo tiempo que se complace al burgués. Se realiza la farsa mediante una muy creíble y seria ceremonia para el burgués, nombrándolo «Mamamouchi», una supuesta condición de más alta nobleza. Se procede al casamiento, para lo que se hace llamar al Notario.
Lucila y Mme. Jourdain se oponen obstinadamente, pero enseguida ven al «hijo del Gran Turco» y reconocen en él al buen Cleonte disfrazado, de modo que inmediatamente se suman a la ingeniosa farsa.  M. Jourdain no puede creer la suerte que tiene y que todos le den la razón finalmente, por lo que sumergido en su júbilo, le otorga al intérprete del Gran Turco (en realidad, Covielle) la mano de Nicolasa, y a su esposa a quien le apetezca.
En suma, M. Jourdain está convencido de haber alcanzado la más alta nobleza, la cual deseaba a toda costa, ya sea imitando todas las ridículas parafernalias de sus excelsos «dioses» nobles o consiguiéndolo por otros mezquinos medios. Todos los que le rodeaban se aprovecharon de su ingenuidad, siguiéndole el juego y  consiguiendo así sus fines a sus expensas.
Esta obra comedia-ballet finaliza con un estrepitoso y desordenado bullicio de un bailable entre provincianos de varias naciones.

## Una obra maestra en su género
Esta obra reproduce el género de la comedia-ballet a la perfección y es, en sí misma, una de las obras maestras del género en la que se aúnan los mejores comediantes y músicos de su tiempo. Responde al gusto de la época respecto a lo que se denominó las turqueries, el Imperio otomano era, por aquel entonces, motivo de preocupación universal con el que trataban de familiarizarse. El origen de la obra viene dado por el escándalo provocado por el embajador turco Suleyman Aga quien, después de su visita a la corte de Luis XIV en 1669 afirmó la superioridad de la corte otomana frente a la del Rey Sol.
Los comentarios turcos de la obra han desaparecido en las representaciones posteriores. En 2004, el músico Vincent Dumestre, el director de teatro Benjamín Lazar y la coreógrafa Cécile Roussat decidieron representar una versión íntegra de la obra, con los diálogos originales restituidos y con los ballets de Beauchamp y la música de Lully.
En su época, el propio Molière representó el papel de Monsieur Jourdain, y llevaba un traje de vivos colores, adornado con puntillas plateadas y plumas multicolores; André Hubert, travestido, representaba a Madame Jourdain; Mme. de Brie era Dorimène; Armande Béjart hacía el papel de Lucile, mientras que Lully era el mufti durante la ceremonia turca del cuarto acto.